# Земля (фильм, 1954)
«Земля» — советский фильм 1954 года режиссёров Амвросия Бучмы и Алексея Швачко, снятый по одноимённой повести Ольги Кобылянской.

## Сюжет
По одноимённой повести Ольги Кобылянской, основанной на действительном событии.
У зажиточного буковинского крестьянина Ивоники и его жены Марии два сына — Михайло и Савва. Михайло влюбляется в бедную девушку Анну, но боится признаться родителям. Савва сходится с Рахирой, про которую в деревне ходит дурная слава. Рахира, зная, что по закону лучшая часть земли должна достаться в наследство Михайло как старшему брату, разжигает у Саввы ненависть к Михайло, подстрекая его на убийство брата…

## В ролях
- Наталия Ужвий — Мария Федорчук
- Владимир Сокирко — Ивоника
- Сергей Фещенко — Михайло
- Павел Грубник — Савва
- Татьяна Алексеева — Анна
- Валентина Бесполетова — Рахира
- Пётр Михневич — Онуфрий
- Мелания Киселева — Докия
- Алексей Карпенко — Петро
- Наталья Наум — Парася
- Константин Артёменко — Тодорика
- Николай Яковченко — фельдшер
- Иван Матвеев — музыкант
- Виктор Мягкий — капрал
- и другие

## Критика
Критика дала фильму высокую оценку, считая этот фильм отличной работой Амвросия Бучмы выступившего второй и последний раз в жизни как режиссёр, снова, как и в 1928 году в соавторстве с Алексеем Швачко, но уже действуя фактически как консультант — будучи тяжело и неизлечимо больным и почти обездвиженным, он не дожил до конца съёмок:

Фильм покорил зрителей правдой и поэтичностью изображения жизни крестьян в конце XIX века на Западной Украине, на земле, где началась жизнь Бучмы, его творчество, которую актёр хорошо знал и горячо любил. Фильм о трагической судьбе одной крестьянской семьи, о тлетворности собственнических инстинктов, поставленный просто и страстно, точно, выразительно воспроизводит эпоху, время, народную жизнь.— Актеры Советского кино. Выпуск 1. — М. Искусство, 1964. — 224 с. — стр. 36
Но снятый театральными режиссёрами фильм поставлен как фильм-спектакль и мало использует средства кинематографа:

С точки зрения истории отечественного кинематографа эта кинолента, как и ряд других, стала повторением пройденного, несколько пассивным копированием возможностей театрального искусства.— журнал «Мистецтвознавство України», № 1-2, 2002